# Casot

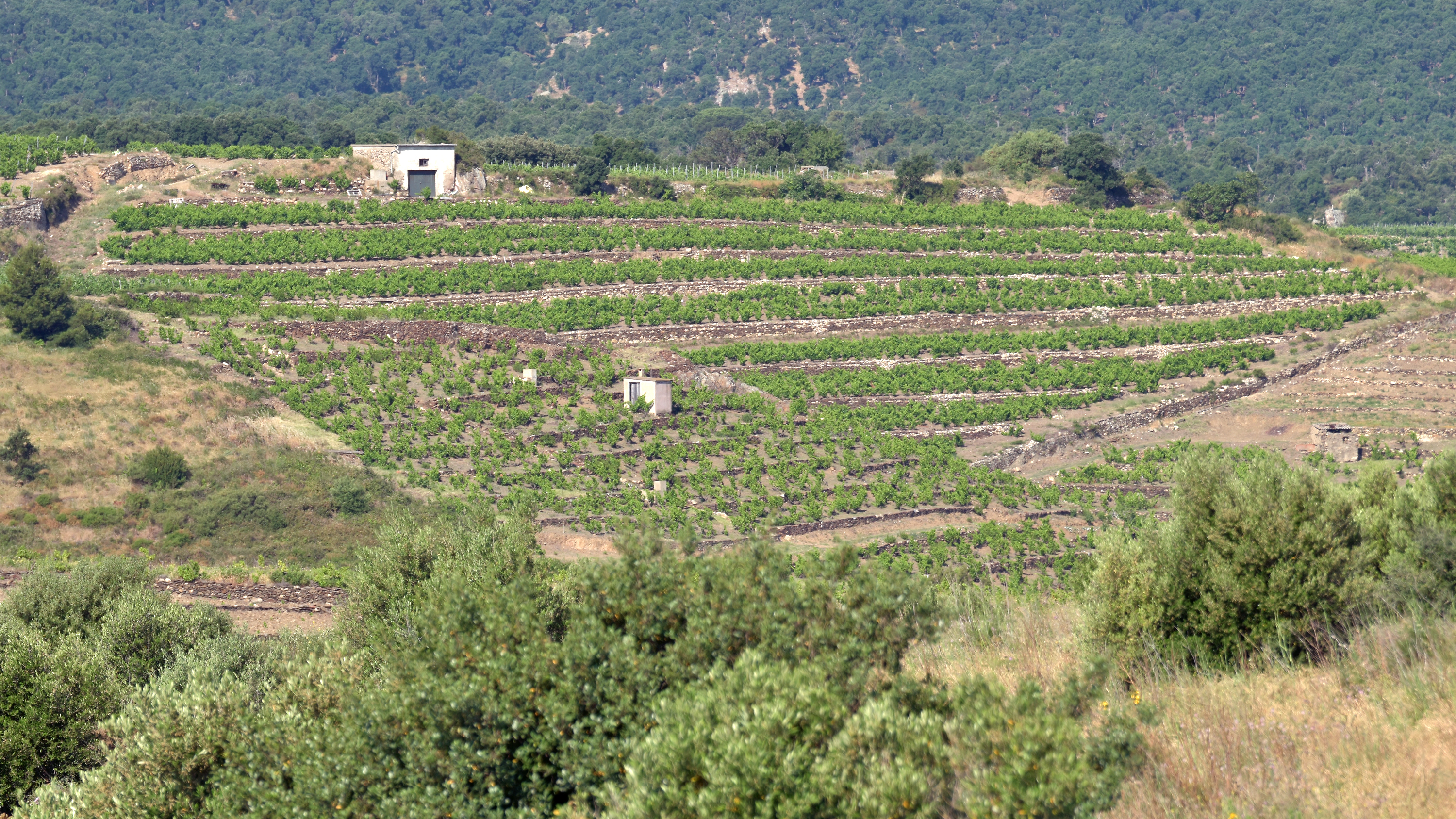
Casots du vignoble de Collioure.

Un casot est un cabanon dans les Pyrénées-Orientales.

## Terminologie
Le terme est la francisation du catalan casot. Le Diccionari català-valencià-balear d'Antoni Maria Alcover donne la définition suivante : Casa petita i dolenta (pir-or., or.), c'est-à-dire « petite et mauvaise cabane (Pyrénées-Orientales, catalan oriental »).

## Matériaux
Les murs sont généralement en pierres maçonnées avec du mortier, parfois en pierre sèche, mais aussi en parpaings. Dans les Corbières, on mentionne un casot dont la maçonnerie alterne lits de galets et lits de briques.
Les toitures, généralement à une pente, parfois à deux, sont portées par des pannes, avec ou sans chevrons. Le matériau de couverture peut être des tuiles, de la tôle ondulée, ou encore des panneaux de ciment.

## Aire d’extension et fonction
On rencontre des casots dans les terrasses vinifères du vignoble de Collioure, où ils furent édifiés naguère par le petit peuple des pêcheurs-vignerons, à côté des cabanes en pierre sèche ou barracas, plus anciennes.
Le terme est employé actuellement dans l’ensemble des Pyrénées-Orientales pour désigner le moindre cabanon.

## Évolution actuelle
La rénovation de casots va bon train, ainsi que leur agrandissement, pour en faire des cabanons du dimanche ou des résidences de vacances, avec tonnelle, terrasse, voire piscine.
L’écrivain britannique Patrick O'Brian (1914-2000), qui vint s’installer à Collioure en 1949, fut un précurseur dans ce domaine, vivant et travaillant dans un casot de vigne qu’il restaura et agrandit.

## Anecdote
En 2007, des casots abandonnés ou en ruine ont été transformés en « totems » identitaires en y faisant peindre par un artiste des objets ou des produits catalans typiques. Ainsi, à Saint-Laurent-de-la-Salanque, près de l’Étang de Leucate, le Conseil général des Pyrénées-Orientales a subventionné la peinture, sur les murs de casots, de barques catalanes, une embarcation de pêche utilisée autrefois le long de la côte méditerranéenne de Marseille à la frontière espagnole.